# Реднеки

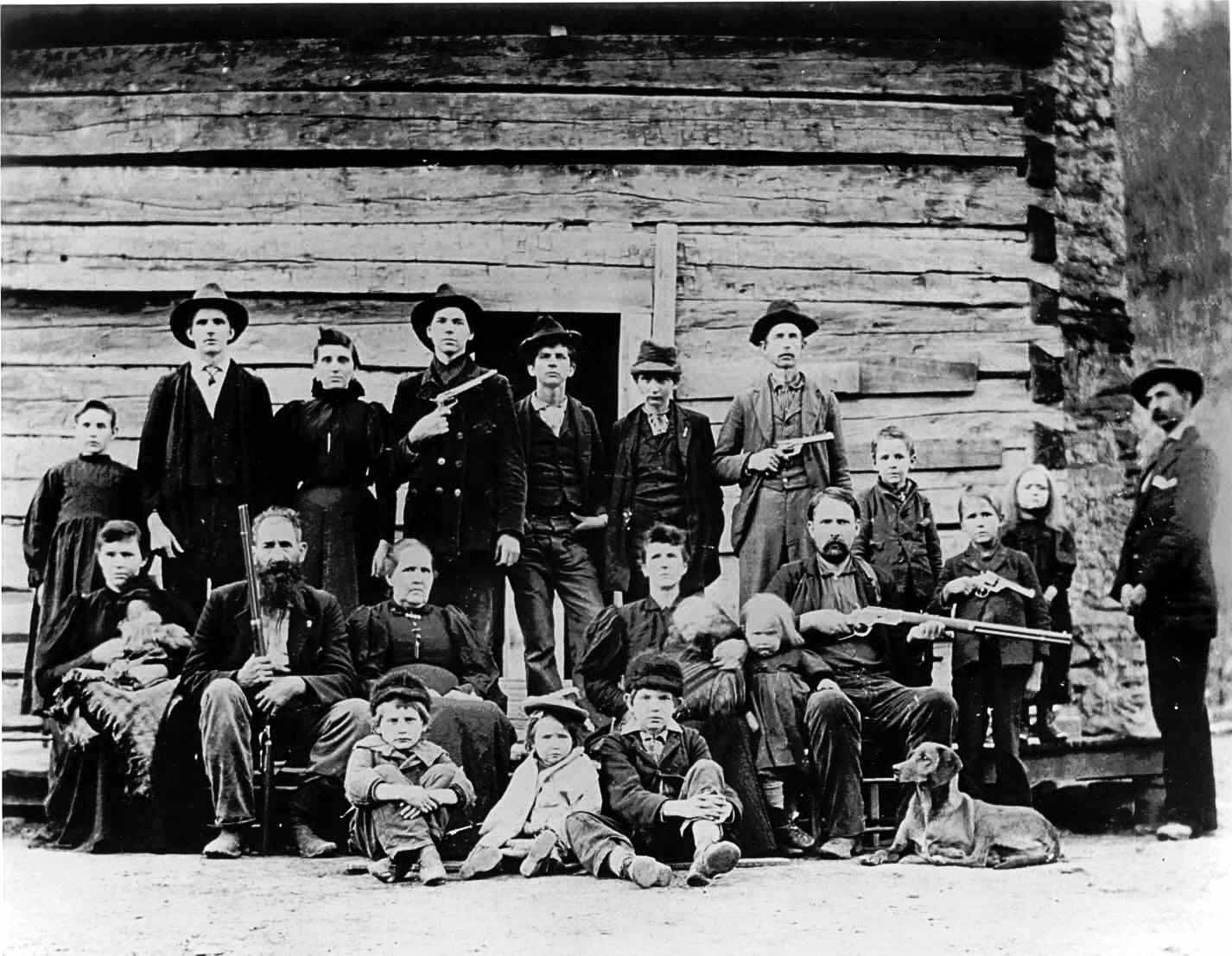
Семья Хатфилдов, 1897

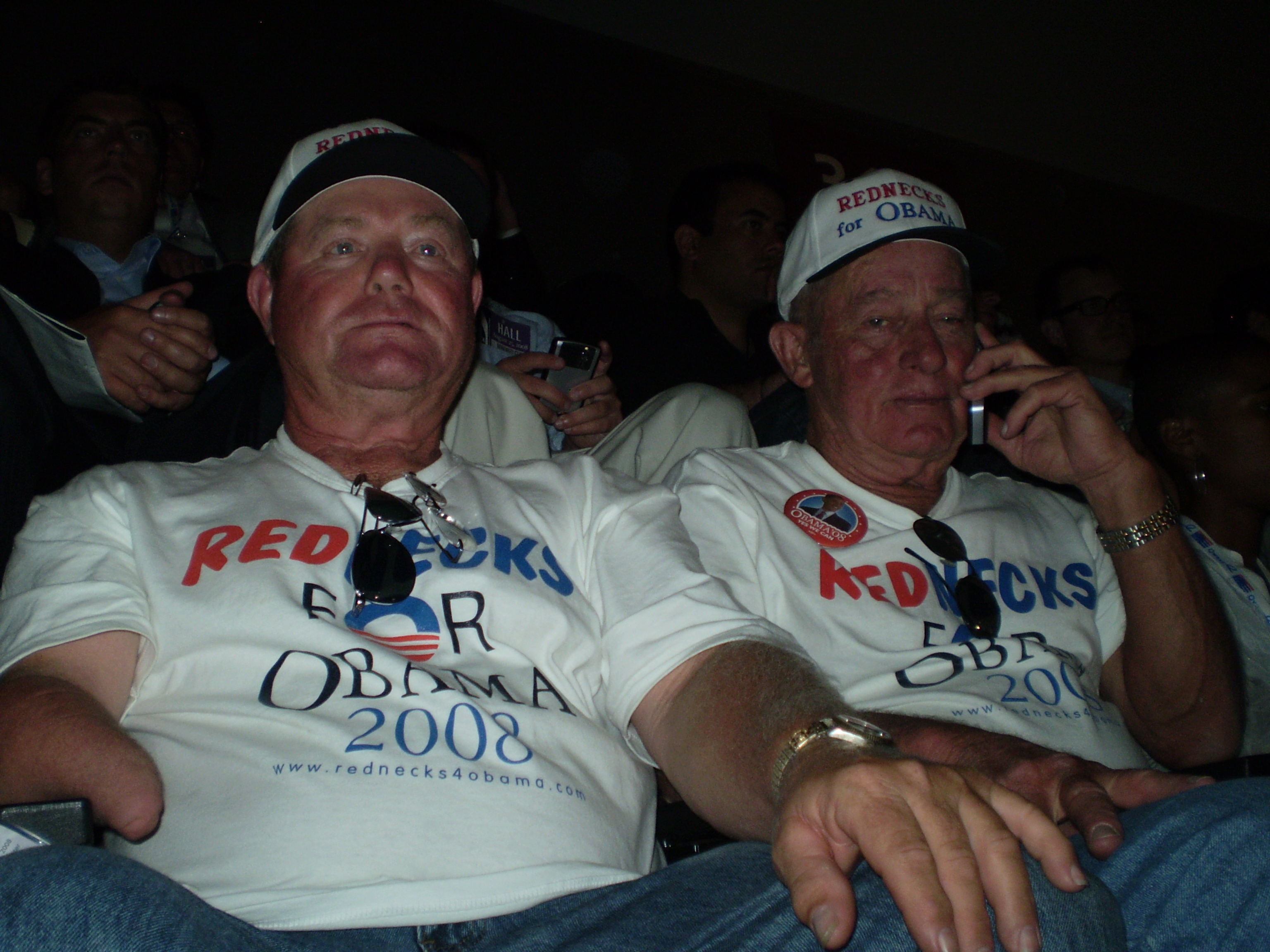
Лидеры организации «Реднеки за Обаму», 2008

Ре́днеки (англ. rednecks, буквально — «красношеие») — жаргонное название белых фермеров, жителей сельской глубинки США, вначале преимущественно юга, а затем и области при горной системе Аппалачи. Примерно соответствует русскому «деревенщина» или «колхозник», но в оригинале может применяться и как ругательное слово наподобие русского «жлоб» или «быдло», и как гордое самоназвание.

## Этимология
Термин употреблялся в отношении разных групп людей в разные времена. В Америке обычно так называют белых жителей малонаселённых районов (сельская местность). В общем происхождение термина связано с тем, что при каждодневных сельскохозяйственных работах под палящим солнцем человек со светлой кожей приобретает характерный красный ожог задней части шеи. Похожие термины есть и в русском языке — «колхозный загар», «загар тракториста».
По другой версии, слово redneck ведёт свою историю из Шотландии. Когда шотландские ковенантеры отказались признать власть англиканской церкви и отстаивали независимость и чистоту пресвитерианской церкви, многие из них подписывали петиции своей кровью и в знак того начали носить шейные платки красного цвета. Их стали называть «красношейными» (rednecks). В XVII веке шотландские пресвитериане начали переселяться в Ольстер, а в XVIII — в Северную Америку. По одной из теорий, прозвище расселившихся по Дикому Западу пресвитериан перешло на их потомков.

## Политическое клише

Вариация флага конфедератов, зачастую использующаяся реднеками

В последние десятилетия слово «реднек» нередко использовалось для обозначения слоя американцев, сочетающих в себе такие разные черты, как консерватизм, уважение к законникам, распущенность, религиозный фанатизм, низкий интеллектуальный и образовательный уровень, показной патриотизм, бедность, а также неприязнь к приезжим, иммигрантам, феминисткам, либералам, «левым», демократам, гомосексуалам, трезвенникам, представителям негроидной расы и т. д. Ярлык «реднека» используется некоторыми американцами по отношению к электорату консервативных политических деятелей.

## В культуре
- С 1996 года в Джорджии регулярно проводятся «Летние игры реднеков» («Олимпиада деревенщины»). На этой «Олимпиаде» они соревнуются в весьма характерных для себя дисциплинах: прыжках в грязь, метании унитазных сидений и вылавливании зубами свиных ножек из контейнера с водой.[1][2]
- Rednex (Rednecks) — известная шведская кантри-поп-группа.
- Компьютерная игра 1997 года Redneck Rampage обыгрывает реднеков как в своём названии, так и в содержании (главный герой — фермер, у которого пришельцы из космоса похитили призовую свиноматку).
- Реднеков показывают во множестве современных американских художественных фильмов в качестве отрицательных персонажей (примерно с 1970-х гг.). Например, в триллере «Кровь охотника» (1986) группа охотников из города поехали в сельскую глубинку на охоту и столкнулись там с крайне враждебно настроенной группой реднеков-браконьеров.